# Brigid Kosgei
Brigid Jepscheschir Kosgei (Kapsowar, 1994. február 20. –) kenyai hosszútávfutó, aki 2019. október 13-án a chicagói maratonon női világrekordot állított fel 2:14:04-es idővel.

## Eredményei maratonokon
| Verseny                    | Helyezés | Elért idő | Hely      | Dátum             |
| -------------------------- | -------- | --------- | --------- | ----------------- |
| 2015-ös Portói maraton     | 1.       | 2:47:59   | Porto     | 2015. november 8. |
| 2016-os Milánói maraton    | 1.       | 2:27:45   | Milánó    | 2016. április 3.  |
| 2016-os Lisszaboni maraton | 2.       | 2:24:45   | Lisszabon | 2016. október 2.  |
| 2017-es Boston Marathon    | 8.       | 2:31:48   | Boston    | 2017. április 17. |
| 2017-es Chicago Marathon   | 2.       | 2:20:22   | Chicago   | 2017. október 8.  |
| 2018-as Londoni maraton    | 2.       | 2:20:13   | London    | 2018. április 22. |
| 2018-as Chicago Marathon   | 1.       | 2:18:35   | Chicago   | 2018. október 7.  |
| 2019-es Londoni maraton    | 1.       | 2:18:20   | London    | 2019. április 28. |
| 2019-es Chicago Marathon   | 1.       | 2:14:04   | Chicago   | 2019. október 13. |